# Liste der Stolpersteine in Ruppichteroth
Die Liste der Stolpersteine in Ruppichteroth enthält die Stolpersteine, die im Rahmen des gleichnamigen Kunst-Projekts von Gunter Demnig in Ruppichteroth verlegt wurden. Mit ihnen soll an die Opfer des Nationalsozialismus erinnert werden, die in Ruppichteroth lebten und wirkten.

## Liste der Stolpersteine
| Name              | Adresse            | Bild | Inschrift | Verlegedatum | Biografie und Anmerkungen                                     |
| ----------------- | ------------------ | --- | --- | ------------ | ------------------------------------------------------------- |
| Julius Nathan     | Brölstraße 4 ·     | Bild gesucht Der Benutzer GeorgDerReisende ( Diskussion ) wünscht sich an dieser Stelle ein Bild vom Ort mit diesen Koordinaten 50.842721 7.480412 . Motiv: Brölstraße 4: Stolpersteine für Familie Nathan, die Lage und das Haus Falls du dabei helfen möchtest, erklärt die Anleitung , wie das geht. BW                             | Hier wohnte Julius Nathan Jg. 1876 interniert 1941 Lager Much 1942 Buchenwald 'auf der Flucht erschossen' 8.7.1942                       | 1. Aug. 2019 |                                                               |
| Walter Nathan     | Brölstraße 4 ·     | Bild gesucht Die Wikipedia wünscht sich an dieser Stelle ein Bild vom hier behandelten Ort. Falls du dabei helfen möchtest, erklärt die Anleitung , wie das geht. BW | Hier wohnte Walter Nathan Jg. 1905 'Schutzhaft' 1938 Dachau unfreiwillig verzogen 1939 Köln Flucht 1939 Palästina                        | 1. Aug. 2019 |                                                               |
| Ilse Nathan       | Brölstraße 4 ·     | Bild gesucht Die Wikipedia wünscht sich an dieser Stelle ein Bild vom hier behandelten Ort. Falls du dabei helfen möchtest, erklärt die Anleitung , wie das geht. BW | Hier wohnte Ilse Nathan geb. Stiebel Jg. 1908 unfreiwillig verzogen 1939 Köln deportiert 1941 Riga 1944 Stutthof ermordet                | 1. Aug. 2019 |                                                               |
| Rolf Josef Nathan | Brölstraße 4 ·     | Bild gesucht Die Wikipedia wünscht sich an dieser Stelle ein Bild vom hier behandelten Ort. Falls du dabei helfen möchtest, erklärt die Anleitung , wie das geht. BW | Hier wohnte Rolf Josef Nathan Jg. 1937 eingewiesen 1939 Kinderheim Köln deportiert 1942 Minsk ermordet in Maly Trostinec                 | 1. Aug. 2019 |                                                               |
| Chana Nathan      | Brölstraße 4 ·     | Bild gesucht Die Wikipedia wünscht sich an dieser Stelle ein Bild vom hier behandelten Ort. Falls du dabei helfen möchtest, erklärt die Anleitung , wie das geht. BW | Hier wohnte Chana Nathan Jg. 1939 deportiert 1941 Riga ermordet                                                                          | 1. Aug. 2019 |                                                               |
| Hermann Gärtner   | Burgstraße 6 ·     | Bild gesucht Der Benutzer GeorgDerReisende ( Diskussion ) wünscht sich an dieser Stelle ein Bild vom Ort mit diesen Koordinaten 50.843637 7.479352 . Motiv: Burgstraße 6: Stolperstein für Hermann Gärtner, die Lage und das Haus Falls du dabei helfen möchtest, erklärt die Anleitung , wie das geht. BW                             | Hier wohnte Hermann Gärtner Jg. 1876 Flucht Holland interniert Westerbork deportiert 1942 Auschwitz ermordet 24.9.1942                   | 1. Aug. 2019 |                                                               |
| Otto Gärtner      | Marktstraße 3 ·    | Bild gesucht Der Benutzer GeorgDerReisende ( Diskussion ) wünscht sich an dieser Stelle ein Bild vom Ort mit diesen Koordinaten 50.844776 7.480525 . Motiv: Marktstraße 3: Stolpersteine für Familien Otto Gärtner und Wilhelm Gärtner, die Lage und das Haus Falls du dabei helfen möchtest, erklärt die Anleitung , wie das geht. BW | Hier wohnte Otto Gärtner ... | 3. Juni 2023 |                                                               |
| Sabine Gärtner    | Marktstraße 3 ·    | Bild gesucht Die Wikipedia wünscht sich an dieser Stelle ein Bild vom hier behandelten Ort. Falls du dabei helfen möchtest, erklärt die Anleitung , wie das geht. BW | Hier wohnte Sabine Gärtner ... | 3. Juni 2023 |                                                               |
| Wilhelm Gärtner   | Marktstraße 3 ·    | Bild gesucht Die Wikipedia wünscht sich an dieser Stelle ein Bild vom hier behandelten Ort. Falls du dabei helfen möchtest, erklärt die Anleitung , wie das geht. BW | Hier wohnte Wilhelm Gärtner ... | 3. Juni 2023 |                                                               |
| Meta Gärtner      | Marktstraße 3 ·    | Bild gesucht Die Wikipedia wünscht sich an dieser Stelle ein Bild vom hier behandelten Ort. Falls du dabei helfen möchtest, erklärt die Anleitung , wie das geht. BW | Hier wohnte Meta Gärtner ... | 3. Juni 2023 |                                                               |
| Ernst Gärtner     | Marktstraße 3 ·    | Bild gesucht Die Wikipedia wünscht sich an dieser Stelle ein Bild vom hier behandelten Ort. Falls du dabei helfen möchtest, erklärt die Anleitung , wie das geht. BW | Hier wohnte Ernst Gärtner ... | 3. Juni 2023 |                                                               |
| Walter Gärtner    | Marktstraße 3 ·    | Bild gesucht Die Wikipedia wünscht sich an dieser Stelle ein Bild vom hier behandelten Ort. Falls du dabei helfen möchtest, erklärt die Anleitung , wie das geht. BW | Hier wohnte Walter Gärtner ... | 3. Juni 2023 |                                                               |
| Marianne Gärtner  | Marktstraße 3 ·    | Bild gesucht Die Wikipedia wünscht sich an dieser Stelle ein Bild vom hier behandelten Ort. Falls du dabei helfen möchtest, erklärt die Anleitung , wie das geht. BW | Hier wohnte Marianne Gärtner ... | 3. Juni 2023 |                                                               |
| Kurt Gärtner      | Marktstraße 3 ·    | Bild gesucht Die Wikipedia wünscht sich an dieser Stelle ein Bild vom hier behandelten Ort. Falls du dabei helfen möchtest, erklärt die Anleitung , wie das geht. BW | Hier wohnte Kurt Gärtner ... | 3. Juni 2023 |                                                               |
| Lea Gärtner       | Marktstraße 3 ·    | Bild gesucht Die Wikipedia wünscht sich an dieser Stelle ein Bild vom hier behandelten Ort. Falls du dabei helfen möchtest, erklärt die Anleitung , wie das geht. BW | Hier wohnte Lea Gärtner ... | 3. Juni 2023 |                                                               |
| Manfred Gärtner   | Marktstraße 3 ·    | Bild gesucht Die Wikipedia wünscht sich an dieser Stelle ein Bild vom hier behandelten Ort. Falls du dabei helfen möchtest, erklärt die Anleitung , wie das geht. BW | Hier wohnte Manfred Gärtner ... | 3. Juni 2023 |                                                               |
| Max Isaac         | Mucher Straße 31 · | Bild gesucht Der Benutzer GeorgDerReisende ( Diskussion ) wünscht sich an dieser Stelle ein Bild vom Ort mit diesen Koordinaten 50.845839 7.481773 . Motiv: Mucher Straße 31: Stolpersteine für Familie Isaac, die Lage und das Haus Falls du dabei helfen möchtest, erklärt die Anleitung , wie das geht. BW                          | Hier wohnte Max Isaac Jg. 1883 deportiert 1942 Minsk ermordet in Maly Trostinec                                                          | 1. Aug. 2019 |                                                               |
| Johanna Isaac     | Mucher Straße 31 · | Bild gesucht Die Wikipedia wünscht sich an dieser Stelle ein Bild vom hier behandelten Ort. Falls du dabei helfen möchtest, erklärt die Anleitung , wie das geht. BW | Hier wohnte Johanna Isaac geb. Ackermann Jg. 1887 deportiert 1942 Minsk ermordet in Maly Trostinec                                       | 1. Aug. 2019 |                                                               |
| Hilde Gerda Isaac | Mucher Straße 31 · | Bild gesucht Die Wikipedia wünscht sich an dieser Stelle ein Bild vom hier behandelten Ort. Falls du dabei helfen möchtest, erklärt die Anleitung , wie das geht. BW | Hier wohnte Hilde Gerda Isaac Jg. ???? deportiert 1942 Minsk ermordet in Maly Trostinec                                                  | 1. Aug. 2019 |                                                               |
| Moses Hess        | Wilhelmstraße 7 ·  | Bild gesucht Der Benutzer GeorgDerReisende ( Diskussion ) wünscht sich an dieser Stelle ein Bild vom Ort mit diesen Koordinaten 50.842877 7.479169 . Motiv: Wilhelmstraße 7: Stolpersteine für Familie Hess, die Lage und das Haus Falls du dabei helfen möchtest, erklärt die Anleitung , wie das geht. BW                            | Hier wohnte Moses Hess Jg. 1875 interniert 1941 Lager Much deportiert 1942 Theresienstadt ermordet 14.10.1942                            | 1. Aug. 2019 |                                                               |
| Henriette Hess    | Wilhelmstraße 7 ·  | Bild gesucht Die Wikipedia wünscht sich an dieser Stelle ein Bild vom hier behandelten Ort. Falls du dabei helfen möchtest, erklärt die Anleitung , wie das geht. BW | Hier wohnte Henriette Hess geb. Nathan Jg. 1881 interniert 1941 Lager Much deportiert 1942 Theresienstadt ermordet 20.6.1944             | 1. Aug. 2019 |                                                               |
| Melitta Hess      | Wilhelmstraße 7 ·  | Bild gesucht Die Wikipedia wünscht sich an dieser Stelle ein Bild vom hier behandelten Ort. Falls du dabei helfen möchtest, erklärt die Anleitung , wie das geht. BW | Hier wohnte Melitta Hess ... | 3. Juni 2023 |                                                               |
| Oskar Hess        | Wilhelmstraße 7 ·  | Bild gesucht Die Wikipedia wünscht sich an dieser Stelle ein Bild vom hier behandelten Ort. Falls du dabei helfen möchtest, erklärt die Anleitung , wie das geht. BW | Hier wohnte Oskar Hess ... | 3. Juni 2023 |                                                               |
| Wolfgang Hess     | Wilhelmstraße 7 ·  | Bild gesucht Die Wikipedia wünscht sich an dieser Stelle ein Bild vom hier behandelten Ort. Falls du dabei helfen möchtest, erklärt die Anleitung , wie das geht. BW | Hier wohnte Wolfgang Hess ... | 3. Juni 2023 | Wolfgang Hess hat in New York den Vornamen Walter angenommen. |
| Karl Hess         | Wilhelmstraße 7 ·  | Bild gesucht Die Wikipedia wünscht sich an dieser Stelle ein Bild vom hier behandelten Ort. Falls du dabei helfen möchtest, erklärt die Anleitung , wie das geht. BW | Hier wohnte Karl Hess ... | 3. Juni 2023 |                                                               |
| Peter Hess        | Wilhelmstraße 7 ·  | Bild gesucht Die Wikipedia wünscht sich an dieser Stelle ein Bild vom hier behandelten Ort. Falls du dabei helfen möchtest, erklärt die Anleitung , wie das geht. BW | Hier wohnte Peter Hess ... | 3. Juni 2023 |                                                               |
| Gustav Gärtner    | Wilhelmstraße 17 · | Bild gesucht Der Benutzer GeorgDerReisende ( Diskussion ) wünscht sich an dieser Stelle ein Bild vom Ort mit diesen Koordinaten 50.843599 7.479936 . Motiv: Wilhelmstraße 17: Stolpersteine für Familie Gustav Gärtner, die Lage und das Haus Falls du dabei helfen möchtest, erklärt die Anleitung , wie das geht. BW                 | Hier wohnte Gustav Gärtner Jg. 1873 interniert 1941 Lager Much deportiert 1942 Theresienstadt ermordet 8.9.1942                          | 1. Aug. 2019 |                                                               |
| Mathilde Gärtner  | Wilhelmstraße 17 · | Bild gesucht Die Wikipedia wünscht sich an dieser Stelle ein Bild vom hier behandelten Ort. Falls du dabei helfen möchtest, erklärt die Anleitung , wie das geht. BW | Hier wohnte Mathilde Gärtner geb. Oppenheimer Jg. 1878 interniert 1941 Lager Much deportiert 1942 Theresienstadt 1944 Auschwitz ermordet | 1. Aug. 2019 |                                                               |
| Herbert Gärtner   | Wilhelmstraße 17 · | Bild gesucht Die Wikipedia wünscht sich an dieser Stelle ein Bild vom hier behandelten Ort. Falls du dabei helfen möchtest, erklärt die Anleitung , wie das geht. BW | Hier wohnte Herbert Gärtner ... | 3. Juni 2023 |                                                               |
| Werner Gärtner    | Wilhelmstraße 17 · | Bild gesucht Die Wikipedia wünscht sich an dieser Stelle ein Bild vom hier behandelten Ort. Falls du dabei helfen möchtest, erklärt die Anleitung , wie das geht. BW | Hier wohnte Werner Gärtner ... | 3. Juni 2023 |                                                               |
| Ilse Gärtner      | Wilhelmstraße 17 · | Bild gesucht Die Wikipedia wünscht sich an dieser Stelle ein Bild vom hier behandelten Ort. Falls du dabei helfen möchtest, erklärt die Anleitung , wie das geht. BW | Hier wohnte Ilse Gärtner ... | 3. Juni 2023 |                                                               |